# Felliner Literärische Gesellschaft
Die Felliner Literärische Gesellschaft (später modernisiert zu Felliner Litterarische Gesellschaft) war eine Gelehrtengesellschaft mit Sitz in Fellin; sie bestand von 1881 bis 1939.

## Geschichte der Gesellschaft
Im Jahr 1881 wurde die Felliner literärische Gesellschaft von Theodor Schiemann gegründet, der zu der Zeit als Lehrer am Landesgymnasium Fellin tätig war. Schon 1877 hatte sich unter seiner Leitung das Felliner Altertumsforschende Komitee zur Durchführung von Ausgrabungsarbeiten in der Felliner Ordensburg gebildet. Schiemann war bis zu seinem Weggang nach Reval 1883 Präsident. Sein Nachfolger wurde der Direktor des Landesgymnasiums, Franz Waldmann, dessen Nachfolger war der Literaturwissenschaftler Theodor Rieckhoff.
Nach Schließung des Landesgymnasiums 1892 bezog die Gesellschaft dessen Gebäude und konnte die umfangreichen prähistorischen Bestände und die Münzsammlung unterbringen und neu ordnen.

## Veröffentlichungen
- Jahresbericht der Felliner Literärischen Gesellschaft. Insgesamt erschienen 13 Bände zwischen 1883 und 1918.
- Franz Waldmann: Zur Geschichte des Bernsteins. Vortrag, gehalten in der Felliner literärischen Gesellschaft 3. Dec. 1881
- Theodor Schiemann: Der älteste schwedische Kataster Liv- und Estlands: eine Ergänzung zu den baltischen Güterurkunden (im Auftrage der Felliner literärischen Gesellschaft). Reval : F. Kluge, 1882 (Digitalisat der Universität Tartu).
- Friedrich Amelung: Geschichte der Stadt und Landschaft Fellin von 1210–1625 (im Auftrage der Felliner literärischen Gesellschaft). Fellin 1898.